# Maksym Potopalskyj
Maksym Oleksijowytsch Potopalskyj (ukrainisch Максим Олексійович Потопальський; * 18. August 2000) ist ein ukrainischer Fußballspieler.

## Karriere
Potopalskyj begann seine Karriere bei DJuSSch-15 Kiew. Zur Saison 2017/18 wechselte er in die Jugend von Obolon Kiew. Zur Saison 2019/20 rückte er in den Profikader von Obolon, primär spielte er aber für die Reserve des Hauptstadtklubs in der Druha Liha. Sein erstes und einziges Spiel für die Profis in der Perscha Liha machte er im August 2020. Zur Saison 2021/22 wurde er an den Drittligisten Tschajka Petropawliwska Borschtschahiwka verliehen. Für Tschajka kam er bis zur Winterpause zu 15 Drittligaeinsätzen, ehe er zu Obolon zurückkehrte.
Nach dem Ausbruch des Ukraine-Kriegs wechselte Potopalskyj im April 2022 allerdings nach Österreich zum fünftklassigen SV Frastanz. Für Frastanz absolvierte er insgesamt 21 Partien in der Landesliga. Im Januar 2023 schloss er sich dann dem Regionalligisten Schwarz-Weiß Bregenz an. Für Bregenz kam er zu elf Einsätzen in der Regionalliga, ehe er mit dem Klub zu Saisonende in die 2. Liga aufstieg. Nach dem Aufstieg verließ er Bregenz allerdings nach der Saison 2022/23.
Anschließend wechselte er zur Saison 2023/24 zu den Amateuren des Bundesligisten SCR Altach. Für die Altach Juniors kam er zu 25 Einsätzen in der Regionalliga. Zur Saison 2024/25 wechselte er innerhalb der Westliga zum FC Dornbirn 1913.